# Huajan
Huajan (kínaiul 淮安市) prefektúra szintű város Kínában, Csiangszu tartományban. Lakosainak száma 4 556 230 fő (2020).

## Népesség
| 2010 | 4 799 889 |
| 2020 | 4 556 230 |

## Testvérvárosok
- Sassnitz
- Pernik
- Beér-Seva
- Cuenca
- Fiumicino
- Homel
- Kasivazaki
- Kibicsúó
- Kolpino
- Lucca megye
- Milton Keynes
- Magnyitogorszk
- Płock
- St. Thomas
- Vénissieux
- Wanju County
- Yorba Linda
- Maribor
- Saarijärvi